# 블루스 뮤직 어워드
블루스 뮤직 어워드(Blues Music Award)는 블루스 유산을 육성하기 위해 설립된 비영리 단체인 블루스 재단이 수여하는 상이다.